# Príncep Moulay Rachid
El príncep moulay Rachid del Marroc (àrab: مولاي رشيد بن الحسن, mūlāy Raxīd ibn al-Ḥassan) és príncep del Marroc i membre de la dinastia alauita.
Nascut el 20 de juny de 1970 al castell de Rabat, és fill del rei Hassan II del Marroc i de la princesa Lalla Latifa Hammou. És germà del rei Mohammed VI del Marroc.
El Príncep Moulay Rachid és President d'Honor dels següents Organismes:
- Fédération Royale Marocaine de Yachting à Voile.
- Fédération Royale Marocaine de Ski et Montagne.
- Association Marocaine de la Protection de l'Environnement.
- Association Espagnole d'Assistance Sociale
- Association Maghrebine de la Recherche et de la Lutte contre le SIDA.
- Association Maroc-Extrême Orient : dialogue, études, échange
- Association des Etudiants de Droit en Français.